# Enganyapastors d'Archbold
L'enganyapastors d'Archbold(Eurostopodus archboldi) és una espècie d'ocell de la família dels caprimúlgids (Caprimulgidae). El seu nom és un homenatge a l'explorador nord-americà Richard Archbold.

## Hàbitat i distribució
Habita els boscos de les muntanyes de Nova Guinea.